# Black Rebel Motorcycle Club
Black Rebel Motorcycle Club (B.R.M.C. som forkortelse) er et amerikansk alternative rock band fra San Francisco, Californien, som nu er baseret i Los Angeles.
Black Rebel Motorcycle Club blev dannet i 1998 af de to ungdomsvenner, Peter Hayes og Robert Turner. De fik senere selskab af Nick Jago, der delte de tos interesse for støjende Indie rock. Navnet fik de fra den Marlon Brando-styrede motorcykelbande, der med oprejst pande indtog Californien i filmen The Wild One.
I 1999 indspillede B.M.R.C. en demo, der endte med at blive et hit på Los Angeles-radiostationen KCRW. Rygtet om gruppen spredtes til England, hvor BBC en overgang havde demobåndet som ugens plade. Dette førte bl.a. til, at Oasis' Noel Gallagher udråbte B.R.M.C. til sit favoritband.
Med dette var døren åbnet for gruppen, der i 2000 udsendte albummet B.R.M.C.. Albummet blev modtaget med åbne arme af et rock-publikum, der strengt taget ikke havde hørt fandenivoldsk støjrock som dette i en årrække, og som derfor fuldt ud kunne identificere sig med titlen på gennembrudssinglen: "Whatever Happened To My Rock'n'Roll (Punk Song)?".
Den henkastede og nedbarberede guitar-rock var også i centrum på efterfølgeren Take Them On, On Your Own fra 2003, der banede vejen for et internationalt gennembrud for rebellerne. Albummet, der var mindre eksperimenterende end forgængeren, viste en mere moden gruppe, der fornemt blandede det mere svævende med den rene upolerede britiske shoegazer-lyd.
Gruppens tredje album 'Howl', der udkom i 2005, fortsatte den udvikling 'Take Them ON, On Your Own' havde varslet. Væk var guitarstøjen og det opskruede tempo og i stedet var der givet plads til stærke country-, blues- og gospelreferencer.
Senest har Black Rebel Motorcycle Club udsendt albummet Baby 81, der markerer en tilbagevenden til de to første albums elektriske dyder.
Siden 2008 har danske/amerikanske Leah Shapiro været trommeslager i Black Rebel Motorcycle Club. Leah er født og opvokset i Århus, men flyttede til USA i 2001.
Black Rebel Motorcycle Club udsendte sit femte album, Beat The Devils Tattoo, i marts 2010. Albummets navn blev afsløret af bandet ved at tagge titlen med graffiti på billboards o.lign. i Los Angeles og så give clues på deres fansite, blackrebelmotorcycleclub.com.

## Diskografi

### Albums
- 2001: Black Rebel Motorcycle Club (album)
- 2003: Take Them On, On Your Own
- 2005: Howl
- 2007: Baby 81
- 2008: The Effects of 333
- 2010: Beat the Devil's Tattoo
- 2013: Specter at the Feast
- 2018: Wrong Creatures